# Callisburg
Callisburg è un comune (city) degli Stati Uniti d'America della contea di Cooke nello Stato del Texas. La popolazione era di 353 abitanti al censimento del 2010.

## Geografia fisica
Callisburg è situata a 33°42′01″N 97°00′50″W (33.700207, -97.013912).
Secondo lo United States Census Bureau, la città ha una superficie totale di 5,3 km², dei quali 5,3 km² di territorio e 0 km² di acque interne (0% del totale).
Si trova 11 miglia (18 km) a nord-est di Gainesville, il capoluogo di contea, e 9 miglia (14 km) a nord-ovest di Whitesboro.

## Società

### Evoluzione demografica
Secondo il censimento del 2010, la popolazione era di 353 abitanti.

### Etnie e minoranze straniere
Secondo il censimento del 2010, la composizione etnica della città era formata dal 98,3% di bianchi, lo 0% di afroamericani, lo 0,28% di nativi americani, lo 0% di asiatici, lo 0% di oceanici, l'1,13% di altre razze, e lo 0,28% di due o più etnie. Ispanici o latinos di qualunque razza erano il 4,53% della popolazione.